# ماورو بوغادو
ماورو بوغادو (بالإسبانية: Mauro Bogado)‏ (31 مايو 1984 بباركي سان مارتين في الأرجنتين - ) هو لاعب كرة قدم أرجنتيني في مركز الوسط. لعب مع أرجنتينوس جونيورز وانيستتوتو وإيفرتون دي فينا ديل مار وسان مارتين دي سان خوان.

## وصلات خارجية
- ماورو بوغادو على موقع قاعدة بيانات كرة القدم.إي يو (الإنجليزية)
- ماورو بوغادو على موقع Soccerway.com (الإنجليزية)